# The Stepfather (pel·lícula de 1987)
The Stepfather és una pel·lícula de terror psicològica estatunidenca dle 1987 dirigida per Joseph Ruben i protagonitzada per Terry O'Quinn, Jill Schoelen, i Shelley Hack. O'Quinn interpreta un assassí en sèrie que canvia la identitat i es casa amb una vídua amb una filla adolescent. Després d'haver matat la seva família anterior i canviat la seva identitat, les seves tendències assassines continuen després que la seva fillastra sospita d'ell. La pel·lícula es basa vagament en la vida de l'assassí en sèrie John List, tot i que la trama s'associa més habitualment amb les pel·lícules slasher de l'època. La pel·lícula va ser escrita per Donald E. Westlake, a partir d'una història de Westlake, Carolyn Lefcourt i Brian Garfield amb una reescriptura no acreditada de David Loughery.
La pel·lícula es va estrenar als Estats Units el 23 de gener de 1987. Va recaptar 2,5 milions de dòlars a taquilla i va ser ben rebuda per la crítica. Des de llavors ha guanyat un seguidor de culte i va ser seguit per dues seqüeles, Stepfather II (1989) i La venjança del padrastre (1992), i un remake, també anomenada El padrastre, estrenada el 2009.

## Complet
Henry Morrison assumeix una identitat diferent en l'intent de trobar la família perfecta. Al començament de la pel·lícula, es renta la sang en un bany després d'assassinar la família amb la qual havia estat vivint. Aleshores canvia d'aspecte i posa les seves pertinences a una maleta. Henry surt per la porta d'entrada de casa seva, passant amb indiferència per les restes de la seva família massacrades. Embarcant en un ferri, Henry llança la maleta que conté els objectes de la seva vida anterior a l'oceà. Un any més tard, Henry, que ara opera com a agent immobiliari anomenat Jerry Blake als suburbiss de Seattle, s'ha casat amb la vídua Susan Maine. La relació de Jerry amb la filla de 16 anys de Susan, Stephanie, està tensa. El seu psiquiatra, el Dr. Bondurant, li aconsella que doni una oportunitat a Jerry. Stephanie, per la seva banda, té molts problemes de comportament a l'escola i és escèptica amb Jerry i les seves intencions.
Mentrestant, Jim Ogilvie, el germà de l'anterior dona assassinada de Jerry, publica un article sobre l'assassinat de la seva germana al diari i intenta trobar l'home que va matar la seva germana. Mentre organitza una barbacoa al barri, en Jerry descobreix l'article i se'n molesta. Jerry entra al soterrani de la casa i comença a divagar-se maníacament, sense saber que Stephanie també ha entrat al soterrani. En descobrint la seva fillastra, Jerry elimina els seus esclats dient que simplement s'estava deixant anar. Li diu que no es preocupi. Stephanie troba el diari que esmenta els assassinats anteriors de Jerry i arriba a creure que el seu padrastre és l'assassí esmentat a l'article. Escriu una carta al diari sol·licitant una foto d'Henry Morrison, però en Jerry intercepta la foto per correu i la substitueix per la foto d'un desconegut, eliminant les seves sospites.
Encuriosit pel padrastre de Stephanie, que s'ha negat repetidament a conèixer-lo, el Dr. Bondurant té una cita amb Jerry sota un nom de suposat, dient que vol comprar una casa. Durant la seva reunió, Bondurant fa massa preguntes personals i Jerry s'adona que Bondurant no és qui diu que és i, creient erròniament que és un policia encobert, el colpeja fins a la mort i el posa al cotxe de Bondurant. Aleshores incendia el cotxe. L'endemà, Jerry informa a Stephanie de la mort de Bondurant, afirmant que va tenir un accident de cotxe, i aconsegueix unir-se amb ella. La nova relació de Jerry amb la seva fillastra s'interromp ràpidament quan descobreix a Stephanie fent un petó al seu xicot, Paul. Jerry acusa en Paul d'intentar violar Stephanie, la qual cosa provoca una discussió amb Stephanie i Susan, i allunya en Paul. La Stephanie s'enfronta a Jerry i Susan perquè Susan diu que Jerry és el seu pare, encara que no ho es. L'endemà, Jerry deixa la seva feina i es crea una nova identitat a una altra ciutat. Comença a festejar una altra vídua, mentre planeja desfer-se de Susan i Stephanie.
Després d'haver descobert on viu ara en Jerry, Jim comença a anar de porta a porta, a la recerca del seu antic cunyat. Després que Jim passi per allà, Susan telefona a l'agència immobiliària per dir-li a Jerry que algú l'estava buscant, només per ser informat que Jerry va abandonar la feina fa dies. Susan li pregunta a Jerry, però, mentre s'explica a la Susan, Jerry confon les seves identitats i Susan s'adona que Stephanie tenia raó sobre ell. En adonar-se del seu error, en Jerry colpeja la Susan al cap amb el telèfon i la fa caure per les escales del soterrani. Content que Susan ha mort, Jerry es proposa matar Stephanie.
Jim, que s'ha adonat que Jerry és l'home que va matar la seva família, arriba amb un revòlver, però Jerry el mata a punyalades abans que Jim pugui disparar-li. Després de terroritzar la Stephanie, l'acorrala a l'àtic, només per caure pel pis feble fins al bany. La Susan dispara en Jerry dos cops quan intenta atacar a l'Stephanie, i l'Estefania l'apunyala al pit. Pronuncia dèbilment "t'estimo" i baixa les escales. Stephanie després talla una casa per a ocells que ella i Jerry havien construït durant el temps que es van unir.

## Repartiment
- Terry O'Quinn - Jerry Blake / Henry Morrison / Bill Hodgkins / The Stepfather
- Jill Schoelen - Stephanie Maine
- Shelley Hack - Susan Maine
- Charles Lanyer - Dr. A. Bondurant
- Stephen Shellen - Jim Ogilvie
- Stephen E. Miller - Al Brennan
- Robyn Stevan - Karen
- Jeff Schultz - Paul Baker
- Lindsay Bourne - Art Teacher
- Anna Hagan - Mrs. Leitner
- Gillian Barber - Annie Barnes
- Blu Mankuma - Tinent Jack Wall
- Jackson Davies - Mr. Chesterton
- Sandra Head - Recepcionista
- Gabrielle Rose - Dorothy Rinehard
- Richard Sargent - Mr. Anderson
- Margot Pinvidic - Mrs. Anderson
- Rochelle Greenwood - Cindy Anderson
- Don S. Williams - Mr. Stark
- Don MacKay - Joe
- Dale Wilson - Frank
- Gary Hetherington - Herb
- Andrew Snider - Mr. Grace
- Marie Stillin - Mrs. Fairfax
- Paul Batten - Mr. Fairfax
- Sheila Paterson - Dr. Barbara Faraday

## Producció

### Desenvolupament
La pel·lícula es va inspirar en els crims de John List. Lefcourt va trobar un article de diari sobre com List va matar la seva pròpia família i el va portar a Garfield. Westlake va col·laborar amb ells per escriure la història i va basar el seu guió en això.

### Rodaje i postproducció
El rodatge va començar el 16 d'octubre de 1985 a Vancouver, Columbia Britànica, Canadà i el juliol de 1986 la pel·lícula estava en postproducció buscant una companyia distribuïdora. Finalment The Stepfather va aconseguir un acord amb New Century Vista Film Corporation.

## Música
- "Run Between the Raindrops" – Pat Benatar
- "Sleeping Beauty" – Divinyls
- "I Want You" – Patrick Moraz i John McBurnie
- "Gwine to Rune All Night (De Camptown Races)" – Stephen Foster

## Estrena
La pel·lícula va ser llançada en DVD per primera vegada a Amèrica del Nord per Shout! Factory el 13 d'octubre de 2009. Shout! Factory va llançar la versió Blu-ray de la pel·lícula el 15 de juny de 2010.

## Recepció

### Taquilla
"The Stepfather" es va comercialitzar inicialment com un thriller psicològic. Quan el públic no hi va respondre tan bé com hauria volgut New Century, la van comercialitzar com una pel·lícula slasher. La pel·lícula es va estrenar als Estats Units el 23 de gener de 1987. Durant el seu cap de setmana d'estrena, The Stepfather va recaptar 260.587 dòlars en 105 sales. En última instància, es va presentar a 148 cinemes i va guanyar un total de 2,5 milions de dòlars als EUA.

### Resposta crítica
The Stepfather té una puntuació d'aprovació del 89% de Rotten Tomatoes i una puntuació mitjana de 7/10 sobre 35 ressenyes. El crític de cinema Roger Ebert amb el Chicago Sun-Times va donar a la pel·lícula 2,5 estrelles de 4 i va escriure: "La violència mateixa sembla vendre's a taquilla, fins i tot quan està divorciada de qualsevol context. Potser això és el que pensaven els cineastes. El que passa sovint, però, és que en una pel·lícula d'una altra manera defectuosa hi ha un parell de coses que són meravelloses. The Stepfather té un element meravellós: l'actuació de Terry O'Quinn."
Terry O'Quinn Terry O'Quinn va ser nominat tant per als Saturn com per a un Premi Independent Spirit. O'Quinn va ocupar el tercer lloc en la votació dels 1987 National Society of Film Critics Award al millor actor. El director Joseph Ruben va ser guardonat amb el Premi de la Crítica al Cognac Festival de 1988. The film was nominated for the International Fantasy Film Award for Best Film at the 1990 Fantasporto, and included in Bravo's 100 Scariest Movie Moments at spot #70. I Jill Schoelen va guanyar el premi a la millor actriu al XX Festival Internacional de Cinema Fantàstic de Sitges.
Descrivint-la com una pel·lícula de culte, Scott Tobias interpreta la pel·lícula com una crítica al Reaganisme.